# Cronologia della Rivoluzione francese
Quella che segue è la cronologia dei fatti della Rivoluzione francese e delle guerre rivoluzionarie francesi.

## Eventi precedenti la Rivoluzione
1740
- La guerra di successione austriaca fa cadere la monarchia francese in una crisi economica.

1756
- Scoppia la guerra dei sette anni: le spese sostenute e gli esiti della guerra peggiorano la già compromessa situazione economica francese.

1765
- 4 settembre: Maria Luisa di Parma sposa il futuro Carlo IV di Spagna.

1767
- 12 gennaio: Ferdinando I di Borbone, figlio terzogenito di Carlo III di Spagna e di Maria Amalia di Sassonia, compie 16 anni e diviene Re del Regno di Napoli col nome di Ferdinando IV.

1769
- 2 febbraio: muore a Roma papa Clemente XIII (Carlo Rezzonico).
- 19 maggio: Pasquale Paoli è sconfitto in Corsica a Ponte Nuovo dai francesi; il Conclave elegge papa il cardinale Giovanni Vincenzo Antonio Ganganelli che prende il nome di Clemente XIV.

1773
- 20 febbraio: muore a Torino Carlo Emanuele III di Savoia, Re di Sardegna dal 1730: gli succede il figlio Vittorio Amedeo III, il quale regnerà per 23 anni.
- 16 dicembre: Boston Tea Party: un gruppo di giovani bostoniani, travestiti da indiani Mohawk, getta a mare, nel porto di Boston, il carico di tè della Compagnia britannica delle Indie orientali dalla nave Darmouth; seguono altri tea parties a Filadelfia, New York e nella stessa Boston.

1774

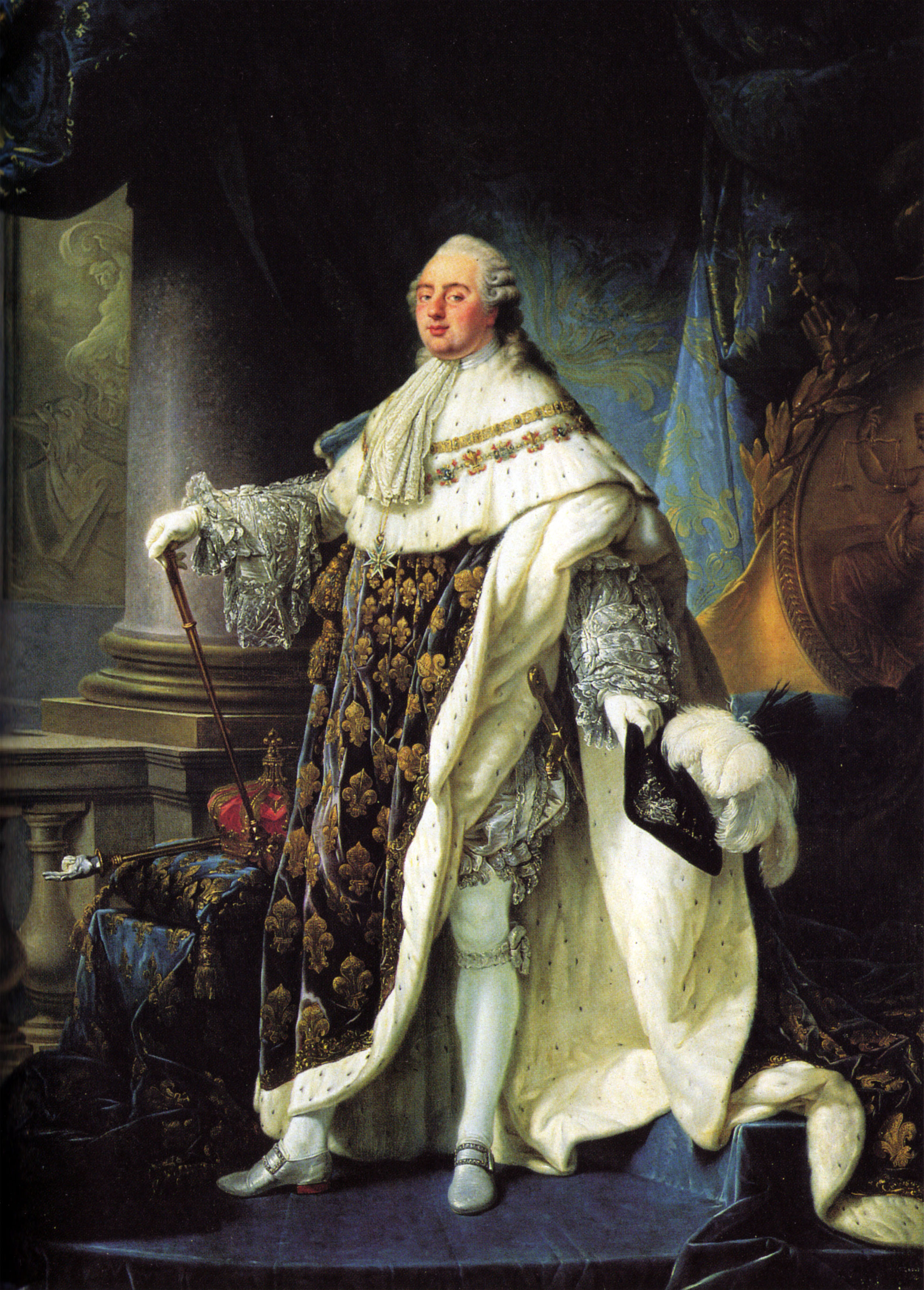
Luigi XVI, re di Francia dal 1774 al 1791

- Marzo-giugno: il Parlamento britannico approva le «leggi intollerabili», che saranno la causa scatenante della guerra d'indipendenza americana.
- 10 maggio: muore Luigi XV, re di Francia dal 1715, detto "le Bien-Aimé" ("il beneamato"). Gli succede il nipote, che prende il nome di Luigi XVI.
- 11 giugno: Incoronazione di Luigi XVI a Reims.
- 22 settembre: muore a Roma papa Clemente XIV.

1775
- 15 febbraio: il Conclave elegge papa il cardinale Giovanni Angelo Braschi, che prende il nome di Pio VI, il cui pontificato durò sino al 1799.
- 18 aprile: ha inizio la guerra d'indipendenza americana (battaglia di Lexington, seguita da quelle di Concord e di Bunker Hill): durerà 8 anni.

1776
- 4 luglio: approvazione della Dichiarazione di Indipendenza, redatta da Thomas Jefferson, da parte delle tredici colonie americane.

1778
- La Francia dichiara guerra alla Gran Bretagna, in aiuto alle delle colonie americane

1780
- 29 novembre: Giuseppe II succede alla madre Maria Teresa d'Austria sul trono d'Austria.

1783
- 3 settembre: Il trattato di Versailles sancisce la fine della guerra d'indipendenza americana e dei conflitti collegati (la guerra anglo-francese, la guerra anglo-spagnola e la quarta guerra anglo-olandese). Il Regno di Gran Bretagna riconosce l'indipendenza delle "tredici colonie unite" (gli Stati Uniti d'America). Alla Gran Bretagna vengono restituite le isole Antille, occupate dalla Francia, mentre questa recupera il Senegal, Tobago e Saint Lucia. Alla Spagna e alle Province Unite tornano le colonie occupate dall'Inghilterra (la Florida passa alla Spagna, che la cederà agli USA nel 1821). Il trattato si occupa anche di risistemare i territori di competenza di Francia e Gran Bretagna in India.

1785
- 8 novembre: trattato di Fontainebleau tra Giuseppe II d'Austria e Paesi Bassi (mediatrice la Francia): rinuncia dell'Austria a Maastricht e zone limitrofe in cambio di denaro, altre modifiche nei confini e diritti commerciali; segue un trattato di alleanza tra Francia e Paesi Bassi.

1786
- 20 agosto: il ministro francese Calonne informa il re dell'insolvenza delle casse dello stato.
- 26 settembre: trattato commerciale franco-inglese: il mercato francese si apre ai prodotti industriali inglesi e quello inglese ai vini, ai liquori ed agli aceti francesi. Il provvedimento, positivo nel medio termine per lo stimolo all'ammodernamento dell'industria francese, nell'immediato provoca una grossa crisi.
- 29 dicembre: viene convocata l'Assemblée des notables.

1788

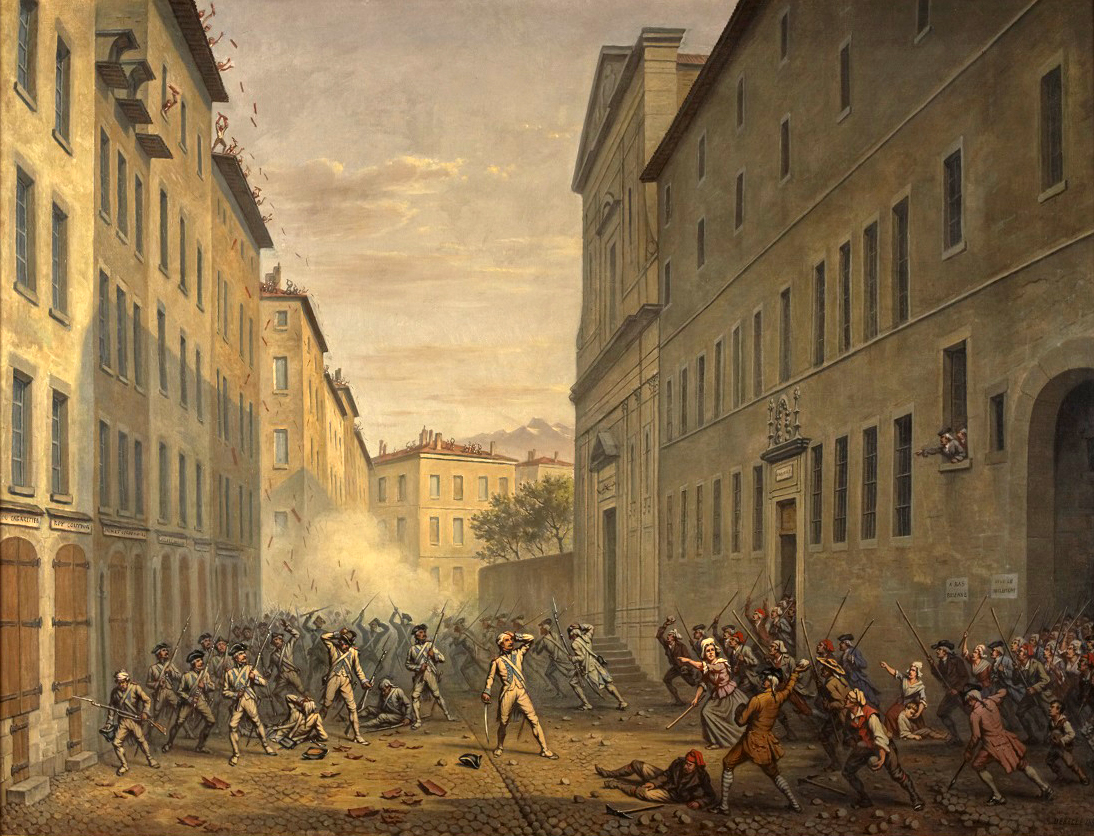
Giornata delle Tegole, di Alexandre Debelle (1889), (museo della Rivoluzione francese).

- 7 giugno: Giornata delle tegole a Grenoble: i manifestanti si avventano alle truppe reali a colpi di, appunto, tegole
- 21 luglio: convocazione degli stati generali del Delfinato al castello di Vizille.
- 13 settembre: approvazione della Costituzione degli Stati Uniti d'America.
- 14 dicembre: muore Carlo III di Borbone, sovrano di Spagna dal 1759: gli succede il figlio secondogenito, che regnerà per 20 anni, Carlo IV, fratello maggiore del re di Napoli Ferdinando IV di Borbone.

## Rivoluzione francese
1789
- 24 gennaio: convocazione degli Stati generali da parte del re di Francia Luigi XVI (non si riunivano dal 1610).
- 27-28 aprile: sommossa Réveillon: a Faubourg Saint-Antoine molti operai parigini avviano una violenta manifestazione
- 5 maggio: apertura ufficiale degli Stati generali a Versailles da parte di Luigi XVI.
- 4 giugno: muore, all'età di soli sette anni, il delfino di Francia Luigi Giuseppe Saverio Francesco; il fratello cadetto diviene l'erede al trono a quattro anni.
- 17 giugno: il Terzo Stato si costituisce in Assemblea Nazionale: ad essa si aggiungeranno, su richiesta del Re, gli altri due stati il 27 giugno ed il 9 luglio si proclamerà Assemblea Costituente.
- 20 giugno: giuramento della Pallacorda.
- 14 luglio: presa della Bastiglia: i cittadini francesi si avventano sulla Bastiglia, simbolo dell'Ancien Règime, avviando la Rivoluzione Francese.
- 17 luglio: inizio dell'emigrazione degli aristocratici.
- 4 agosto: abolizione dei diritti feudali, della venalità delle cariche, delle disuguaglianze fiscali e di tutti i privilegi in generale
- 18 agosto: prima conseguenza estera della rivoluzione: da Liegi viene cacciato il principe-vescovo.
- 26 agosto: promulgazione della Dichiarazione dei diritti dell'uomo e del cittadino a Versailles
- 5-6 ottobre: in seguito alla marcia delle donne su Versailles, il sovrano è costretto ad abbandonare la reggia e trasferirsi in città, alle Tuileries.
- 30 novembre: la Corsica viene riconosciuta dall'Assemblea Nazionale come territorio del Regno di Francia.
- 10 dicembre: trionfo dei ribelli belgi comandati da Van der Noot: l'imperatore (Giuseppe II d'Asburgo) viene dichiarato decaduto.
- 17 dicembre: l'Assemblea decide di utilizzare i beni ecclesiastici come pegno per i debiti dello Stato.

1790
- 12 gennaio: vengono proclamati a Bruxelles gli Stati Uniti del Belgio a seguito della Rivoluzione del Brabante. Essi dureranno fino al Dicembre dello stesso anno.
- 20 febbraio: muore a Vienna Giuseppe II d'Asburgo, imperatore del Sacro Romano Impero: gli succede il fratello Leopoldo II d'Asburgo-Lorena, ai tempi Granduca di Toscana col nome di Pietro Leopoldo I, il quale regnerà per soli due anni.
- 26 febbraio: con un decreto viene abolita l'antica suddivisione della Francia in province e viene attuata la suddivisione amministrativa in Dipartimenti (83 a quel momento).
- 26 giugno: si riuniscono a Reichenbach i rappresentanti di Gran Bretagna, Prussia, Austria e Province Unite per discutere gli eventuali interventi contro la Francia rivoluzionaria; l'Austria verrà autorizzata ad annettersi il Belgio (27 luglio).
- 12 luglio: approvazione della "Costituzione civile del clero" dall'Assemblea nazionale costituente a fin di modificare i rapporti fra la Chiesa e lo stato francese.
- 28 luglio: l'Assemblea rifiuta all'Austria il permesso di transito delle truppe destinate ad occupare il Belgio.
- 26 agosto: l'Assemblea dichiara decaduti i "patti di famiglia" fra i Borbone di Francia e quelli di Spagna (1733, 1743 e 1761).
- 24 ottobre: fine delle ostilità fra Spagna e Gran Bretagna.
- 22 novembre: l'armata austriaca occupa il Belgio.

1791
- 27 febbraio: il principe di Condé si installa a Worms e si costituisce l'"Armata degli emigrati".
- 10 marzo: il papa Pio VI condanna la "Costituzione civile del clero".
- 21 giugno: l'intera famiglia reale francese viene arrestata a Varennes mentre il Re tenta la fuga dalla Francia; quattro giorni dopo il Re verrà dichiarato "sospeso".
- 21 agosto: rivolta degli schiavi a Saint-Domingue.
- 27 agosto: pubblicazione della "dichiarazione di Pillnitz" ove Leopoldo II d'Asburgo-Lorena e Federico Guglielmo II di Prussia dichiarano di «voler mettere Luigi XVI in condizioni di stabilire le basi di un governo monarchico».
- 4 settembre: l'Assemblea dichiara territorio francese i feudi papali (tali dal 1274) di Avignone e del Contado Venassino.
- 30 settembre: ultima seduta dell'Assemblea Nazionale: dall'indomani il potere legislativo passerà all'Assemblea Legislativa appena eletta.
- 21 ottobre: alleanza difensiva fra Svezia e Russia.

1792 (anno I della Repubblica)
- 9 gennaio: trattato di Iași fra Russia ed Impero ottomano: la Guerra Russo-Turca volge al termine dopo 5 anni di belligeranza
- 27 gennaio: ultimatum francese a Leopoldo II.
- 7 febbraio: convenzione militare fra Prussia ed Austria per la spartizione della Polonia e la repressione della Rivoluzione francese.
- 1º marzo: muore Leopoldo II, gli succede il figlio Francesco II d'Asburgo-Lorena, ultimo imperatore del Sacro Romano Impero e futuro Imperatore d'Austria per un trentennio.
- 7 marzo: Carlo Guglielmo Ferdinando, duca di Brunswick è posto a capo delle truppe austro-prussiane contro la Francia.
- 12 marzo: accordo fra Prussia e Russia sulla spartizione della Polonia.
- 16 marzo: Gustavo III di Svezia viene mortalmente ferito in un attentato: morirà tredici giorni dopo per le ferite riportate; gli succede il figlio Gustavo IV Adolfo di Svezia, il quale rimarrà sotto la tutela dello zio Carlo XIII di Svezia fino alla maggiore età (1800).
- 20 aprile: la Francia dichiara guerra "al re d'Ungheria e di Boemia" (sempre Francesco II)[1].
- 25 aprile: viene cantato per la prima volta nel salone del Municipio di Strasburgo il Chant de guerre pour l'armeé du Rhin che diverrà presto l'inno nazionale con il nome de La Marsigliese, da parte del suo autore Claude Joseph Rouget de Lisle.
- 28 aprile: le truppe francesi del generale Armand Louis de Gontaut-Biron entrano in Belgio ma la controffensiva austriaca condotta dal generale Beaulieu le sconfigge a Quiévrain il giorno dopo e le mette in fuga.
- 19 maggio: le truppe russe entrano in Polonia.
- 11 luglio: l'Assemblea legislativa dichiara "la patria in pericolo".
- 15 luglio: le truppe austriache conquistano Orchies
- 18 luglio: sempre le truppe austriache entrano nel comune di Bavay.
- 23 luglio: l'armata russa occupa la Polonia.
- 25 luglio: il Duca di Brunswick redige un "manifesto" destinato ai parigini ove li minaccia di un'esemplare vendetta se non si sottometteranno al loro re; verrà diffuso a Parigi tre giorni dopo. Accordo fra Piemonte ed Austria in chiave antifrancese.
- 7 agosto: la Russia e la Prussia, senza consultare l'Austria, si accordano per un'ulteriore spartizione della Polonia.
- 10 agosto: le Tuileries sono saccheggiate dalla folla, il Re si rifugia presso l'Assemblea; Napoleone assiste disgustato agli eventi e si convince della incapacità del re a fronteggiare gli eventi. L'Assemblea decide l'elezione di una Convenzione per la riformulazione della Costituzione in previsione della abolizione della monarchia.
- 19 agosto: il generale Charles François Dumouriez è posto al comando dell'armata del Nord; La Fayette si arrende agli austriaci, il Duca di Brunswick attraversa la frontiera con il grosso dell'armata degli emigrati.
- 20 agosto: il generale Kellermann è posto al comando dell'armata di Metz, i prussiani pongono l'assedio a Longwy che capitolerà il giorno 22.
- 30 agosto: gli austriaci, cui si aggiungeranno presto i prussiani, pongono l'assedio a Verdun che capitolerà il 2 settembre.
- 2-7 settembre: si svolgono i massacri di settembre.
- 8 settembre: la Convenzione ordina di invadere la Savoia: il 22 settembre vi entreranno le truppe francesi (generale Montesquiou) e la occuperanno in due settimane.
- 20 settembre: vittoria francese (Dumouriez e Kellermann) sui prussiani del duca di Brunswick nella battaglia di Valmy.
- 21 settembre: Costituzione dell'anno I e proclamazione della Repubblica.
- 22 settembre: istituzione del Calendario rivoluzionario.
- 23 settembre: gli austriaci tolgono l'assedio a Lilla.
- 29 settembre: le truppe francesi (generale Anselme) prendono Nizza e la saccheggiano.
- 14 ottobre: i prussiani lasciano Verdun e cinque giorni dopo lasceranno anche Longwy.
- 5 novembre: Dumouriez, che ha invaso il Belgio pochi giorni prima, sconfigge gli austriaci del duca Alberto di Sassonia-Teschen e del conte di Clerfait nella battaglia di Jemappes; due giorni dopo i soldati francesi reprimono una manifestazione in favore della indipendenza del Belgio. Il 14 novembre i francesi entrano in Bruxelles.
- 13 novembre: la Convenzione comincia a discutere il processo di Luigi XVI
- 15 novembre: Manuel Godoy, venticinquenne amante della regina Maria Luisa, moglie di Carlo IV di Spagna, diviene primo ministro di Spagna.
- 19 novembre: la Convenzione dichiara il proprio diritto di intervento "ovunque un popolo voglia conquistarsi la libertà"; protesta inglese per questo il 29 novembre.
- 20 novembre: viene aperto l'armoire de fer contenente i documenti segreti del sovrano. La sua esistenza era venuta alla luce il giorno prima grazie alle rivelazioni del fabbro che lo aveva costruito, François Gamain.
- 27 novembre: la Convenzione decreta l'annessione della Savoia alla Francia.
- 2 dicembre: dopo aver conquistato con una brillante campagna le città di Weißenburg, Spira, Worms, Magonza e Francoforte sul Meno, il generale de Custine viene sconfitto dai prussiani proprio a Francoforte. Sconfitto nuovamente nella battaglia di Hochheim il 6 gennaio 1793, si ritirerà su Magonza.
- 5 dicembre: la Convenzione accusa Talleyrand, in missione a Londra, di connivenza con la monarchia e gli emigrati ed emette mandato di cattura nei suoi confronti.
- 17 dicembre: la flotta francese entra nel porto di Napoli; Ferdinando IV di Borbone deve accettare le imposizioni francesi.

1793
- 13 gennaio: assassinato a Roma il rivoluzionario Ugo di Basseville; gelo fra la Repubblica francese e lo Stato Pontificio.
- 20 gennaio: Luigi XVI è condannato a morte; Louis-Michel Lepeletier de Saint-Fargeau è assassinato da un monarchico.
- 21 gennaio: esecuzione capitale di Luigi XVI.
- 23 gennaio: trattato fra Prussia e Russia per la seconda spartizione della Polonia.
- 31 gennaio: decreto di annessione di Nizza alla Francia.
- 1º febbraio: la Convenzione dichiara guerra alla Gran Bretagna ed allo Statolder dei Paesi Bassi che verranno invasi dalle truppe francesi comandate dal generale Dumouriez il 17 febbraio.
- 1º marzo: decreto di annessione del Belgio alla Francia.
- 1º marzo: scoppia l'insurrezione in Vandea; inizio della prima delle guerre di Vandea.
- 7 marzo: dichiarazione di guerra alla Spagna; inizia la guerra del Rossiglione, che durerà due anni.
- 10 marzo: la Convenzione istituisce il Tribunale rivoluzionario nominando pubblico accusatore Fouquier-Tinville. Il presidente è Jacques Bernard Marie Montané, cui nel mese di agosto subentrerà Martial Herman.
- marzo: si forma la prima coalizione (Austria, Prussia, Repubblica delle Sette Province Unite, Gran Bretagna, Spagna e Portogallo) contro la Francia (il Regno di Sardegna vi aderirà il 20 aprile).
- 18 marzo: Dumouriez è sconfitto nella battaglia di Neerwinden in Belgio dalle truppe della prima coalizione (Federico Giosia di Sassonia-Coburgo-Saalfeld e Carlo d'Asburgo-Teschen, fratello dell'Imperatore Francesco II).
- 21 marzo: Marat compare davanti al Tribunale rivoluzionario a seguito dell'atto d'accusa del 13 marzo.
- 24 marzo: Marat viene assolto.
- 25 marzo: firma dell'alleanza fra Gran Bretagna e Russia contro la Francia.
- 1º aprile: Dumouriez, silurato per la sconfitta di Neerwinden, passa all'Austria insieme ad otto generali ed al duca di Chartres (figlio di Filippo II d'Orleans) detto Égalité fils.
- 10 maggio: il generale Moreau sconfigge gli austriaci dell'arciduca Carlo d'Austria nella battaglia di Ettlingen. Nel medesimo giorno la Convenzione lascia il Maneggio per trasferirsi nella Sala delle macchine, alle Tuileries.
- 26 maggio: la Corsica, sotto l'impulso di Pasquale Paoli, si ribella definitivamente alla dominazione francese.
- 2 giugno: la Convenzione assume ufficialmente i poteri legislativo ed esecutivo.
- 4 luglio: il generale Moreau sconfigge ancora gli austriaci dell'arciduca Carlo nella battaglia di Rastadt.
- 10 luglio: la Convenzione nazionale nomina per appello nominale un nuovo Comitato di salute pubblica, composto da nove membri, a cui affidare la direzione politica e militare della Repubblica rivoluzionaria; è l'inizio del periodo detto comunemente Il Terrore.
- 12 luglio: A Tolone scoppia la rivolta contro la repubblica.
- 13 luglio: assassinio di Jean-Paul Marat da parte di Charlotte Corday.
- 17 luglio: Charlotte Corday viene ghigliottinata. Esecuzione capitale, a Lione, di Joseph Chalier, condannato dai controrivoluzionari.
- 23 luglio: Magonza è occupata dai prussiani del Duca di Brunswick dopo un assedio di quattro mesi.
- 28 luglio: gli anglo-olandesi occupano Valenciennes.
- 1º agosto: decreto di adozione del sistema metrico-decimale.
- 22 agosto: Robespierre è eletto Presidente della Convenzione.
- 27 agosto: Tolone è in mano agli inglesi.
- 28 agosto: già messo sotto accusa davanti al Comitato di salute pubblica e condannato, il generale de Custine viene ghigliottinato.
- 8 settembre: gli anglo-olandesi sono sconfitti nella battaglia di Hondschoote.
- 5 settembre: il Terrore viene messo all'ordine del giorno.
- 12 settembre: Le Quesnoy è presa dagli austriaci.
- 17 settembre: Viene votata la legge dei sospetti: ha inizio il regime del Terrore.
- 29 settembre: la Convenzione emette il decreto del "maximum", istituzione di un limite massimo di prezzo per le derrate di prima necessità ma anche di un limite massimo dei salari.
- 5 ottobre: adozione del calendario rivoluzionario francese (su proposta di Gilbert Romme) in sostituzione di quello gregoriano (12 mesi di 30 giorni cadauno, un "periodo supplementare" di 5 o 6 giorni a fine anno, inizio dell'anno il primo vendemmiaio corrispondente al 22 o 23 settembre gregoriano); il 24 ottobre la Convenzione definisce il nome dei nuovi mesi, ideato dal drammaturgo e cordigliere Fabre d'Églantine. Il calendario rivoluzionario durerà fino a tutto il 1805.
- 10 ottobre: la Convenzione affida la vendita delle mercanzie indiane agli agenti di quattordici Stati: questo sarà uno dei fattori determinanti la definitiva uscita dell'influenza francese nell'India.
- 12 ottobre: la Convenzione emana un decreto che ordina la distruzione della città di Lione.
- 16 ottobre: le truppe francesi sconfiggono quelle austriache del duca di Coburgo nella battaglia di Wattignies.
- 16 ottobre: esecuzione capitale di Maria Antonietta.
- 31 ottobre: esecuzione di ventuno girondini condannati il giorno precedente: tra essi Pierre Victurnien Vergniaud e Jacques Pierre Brissot.
- 7 novembre: esecuzione capitale di Philippe Egalité.
- 8 novembre: esecuzione di Manon Roland.
- 10 novembre: appreso il decesso della moglie, Jean-Marie Roland, girondino come lei ed ex ministro dell'Interno, si suicida a Bourg-Beaudouin.
- 12 novembre: esecuzione capitale di Jean Sylvain Bailly.
- 16 novembre: il generale Dugommier, che ha sostituito il generale Carteaux al comando dell'armata d'Italia, approva il piano per l'attacco alla fortezza di Tolone elaborato dal giovane Napoleone.
- 29 novembre: esecuzione capitale di Antoine Barnave.
- 19 dicembre: capitolazione di Tolone.

1794
- gennaio: Talleyrand viene espulso dalla Gran Bretagna e parte per gli Stati Uniti d'America (il mandato francese di cattura del 1792 nei suoi confronti è sempre valido: rientrerà in Francia solo quattro anni dopo).
- 19 gennaio: gli inglesi, chiamati da Pasquale Paoli che offre l'isola alla Corona Britannica, sbarcano in Corsica (la lasceranno nell'ottobre del 1796).
- 4 febbraio: decreto di soppressione della schiavitù nelle colonie.
- 24 marzo: insurrezione dei polacchi, comandati da Tadeusz Kościuszko, contro l'occupazione russa. A Parigi, esecuzione capitale di Jacques-René Hébert e di altri exagérés, arrestati nella notte tra il 13 e il 14.
- 5 aprile: Georges Jacques Danton viene ghigliottinato assieme ad altre quattordici persone: tra queste Camille Desmoulins, Fabre d'Églantine e Marie-Jean Hérault de Séchelles.
- 19 aprile: trattato dell'Aia: la Gran Bretagna finanzierà un esercito di 62.000 prussiani contro la Francia; Kosciuszco entra in Varsavia.
- 1º maggio: gli spagnoli sono sconfitti dai francesi nella battaglia di Boulou.
- 8 maggio: esecuzione capitale dei 31 Fermiers généraux che non sono emigrati, fra i quali il chimico Antoine-Laurent de Lavoisier.
- 18 maggio: il generale francese Jean Victor Marie Moreau sconfigge a Tourcoing le truppe anglo-austriache al comando del principe Federico, duca di York e di Albany e dal principe di Coburgo.
- 20 maggio: le truppe francesi varcano il Moncenisio e giungono alla Novalesa; vengono fermati all'ingresso in Valle Maira ed in Val Pellice.
- 4 giugno: Maximilien de Robespierre è eletto all'unanimità Presidente della Convenzione.
- 25 giugno: le truppe francesi occupano Charleroi.
- 26 giugno: vittoria del generale Jourdan sugli austriaci del duca di Coburgo nella battaglia di Fleurus.
- 8 luglio: i generali Jourdan e Pichegru prendono Bruxelles.
- 19 luglio: successo dei rivoluzionari a Ginevra.
- 24 luglio: le truppe francesi occupano Anversa e Liegi.
- 27 luglio: è il 9 Termidoro: truppe fedeli alla Convenzione occupano l'Hotel de Ville: il giorno dopo Maximilien de Robespierre viene ghigliottinato insieme al fratello Augustin, a Saint-Just ed altri il 28 luglio; è la fine del periodo detto Il Terrore.
- 21 settembre: battaglia di Cairo Montenotte fra gli Austro-piemontesi ed i francesi (generale Dumerbion), dall'esito indefinito
- 10 ottobre: Kosciuszco è sconfitto e catturato dai russi a Maciejowice; il generale russo Aleksandr Vasil'evič Suvorov entrerà a Varsavia il 6 novembre.
- 23 ottobre: il generale Marceau occupa Coblenza.
- 18 novembre: il generale Dugommier muore nella battaglia di Sierra Negra combattendo contro gli spagnoli.
- 20 novembre: disfatta spagnola nella battaglia di San Lorenzo de la Muga.
- 11 dicembre: i francesi riconquistano Guadalupa a danno degli inglesi.
- 24 dicembre: abolizione della "Legge del maximum" emessa dalla Convenzione poco più di un anno prima.

1795
- 19 gennaio: il generale Jean-Charles Pichegru entra vittorioso in Amsterdam: viene istituita la Repubblica Batava, stato fantoccio della Francia.
- 23 gennaio: la cavalleria francese di Macdonald cattura la flotta olandese bloccata dal ghiaccio a Helder (di fronte all'isola di Texel).
- 2 aprile: il generale Pichegru reprime una rivolta di sanculotti in Parigi.
- 5 aprile: prima pace di Basilea tra Francia e Prussia, che si ritira dalla coalizione antifrancese (e cede, con clausola segreta, la riva sinistra del Reno).
- 16 maggio: trattato di pace dell'Aia tra Francia e Repubblica Batava, fortemente penalizzante per quest'ultima: occupazione militare francese, indennizzi alla Francia, frontiera francese estesa alla Mosella ed al Reno.
- 20 maggio: rivolta parigina dei "sanculotti" repressa dalle truppe di stanza fuori Parigi.
- 8 giugno: morte di Luigi XVII, detenuto nella prigione della Tour du Temple, secondogenito (e successore) di Luigi XVI; la successione al trono passa allo zio, conte di Provenza (il futuro Luigi XVIII di Francia), re di Francia dopo il dominio di Napoleone.
- 17 luglio: Il generale francese Moncey conquista Vitoria (Spagna) ed il 19 Bilbao.
- 22 luglio: seconda pace di Basilea tra Francia e Spagna, che lascia ai francesi la parte orientale dell'isola di Santo Domingo; la Spagna esce dalla prima coalizione; a Manuel Godoy viene conferito il titolo di "Principe della Pace".
- 23 settembre: proclamazione della Costituzione dell'anno III: il potere legislativo è detenuto da due Camere (di cui un terzo è rinnovato annualmente): il Consiglio dei Cinquecento che forma le leggi, e il Consiglio degli Anziani (250 deputati di età minima 40 anni) che può solo approvarle o respingerle; il potere esecutivo passa al Direttorio, composto da cinque membri eletti dalle due camere con sostituzione annuale di uno a sorteggio.
- 30 settembre: gli inglesi occupano l'Île-d'Yeu che evacueranno il 17 dicembre.
- 1º ottobre: il Belgio è nuovamente annesso alla Francia.
- 5 ottobre: Insurrezione del 13 vendemmiaio: le sezioni realiste minacciano la Convenzione occupando le strade di Parigi con i loro armati; Paul Barras nomina Napoleone comandante in seconda dell'Armata dell'Interno: questi prende il comando e fa aprire il fuoco sulla folla di controrivoluzionari, davanti alla chiesa di San Rocco, uccidendo circa trecento persone.
- 31 ottobre: elezione del Direttorio (5 membri): La Révellière-Lépeaux, Reubell, Letourneur, Barras, Sieyès; quest'ultimo rifiuta la carica e verrà sostituito da Lazare Carnot.
- 14 dicembre: il generale Jean-Baptiste Kléber pone Magonza sotto assedio.
- 31 dicembre: Francia ed Austria firmano l'Armistizio del Reno.

1796
- 10 aprile: ha inizio la prima campagna d'Italia: un'armata francese sotto il comando di Napoleone Bonaparte invade il Piemonte.
- 26 aprile: armistizio di Cherasco tra francesi e piemontesi.
- 15 maggio: firma del trattato di pace (Pace di Parigi) fra il Direttorio ed il Re di Sardegna che abbandona alla Francia Nizza e la Savoia; due giorni dopo Napoleone imporrà l'armistizio anche al Ducato di Modena e Reggio.
- 20 maggio: l'Austria denuncia l'Armistizio del Reno (dicembre 1795); il 31 maggio il generale Jourdan riprende le operazioni militari sul Reno contro l'Austria.
- 4 giugno: il generale Jean-Baptiste Kléber sconfigge gli austriaci nella battaglia di Altenkirchen presso Coblenza.
- 5 giugno: armistizio fra Napoleone ed il Re di Napoli.
- 12 giugno: le truppe di Napoleone invadono la Romagna, parte dello Stato Pontificio.
- 23 giugno: accordo tra Francia e Stato Pontificio, che deve accettare l'occupazione della sua parte settentrionale (Legazioni).
- 4 luglio: il generale Jean Victor Marie Moreau sconfigge gli austriaci nella battaglia di Rastadt.
- 9 luglio: gli inglesi occupano l'isola d'Elba; la lasceranno il 18 marzo 1797.
- 10 luglio: il generale austriaco Dagobert Sigmund von Wurmser entra in Italia.
- 16 luglio: il generale Kléber prende Francoforte sul Meno; due giorni dopo tocca a Stoccarda (generale Laurent de Gouvion-Saint-Cyr) ed una settimana dopo a Würzburg (generale Jourdan).
- 3 agosto: il generale Andrea Massena batte il generale austriaco Quasdanovich (dell'armata di Wurmser) nella battaglia di Lonato.
- 5 agosto: Napoleone sconfigge Wurmser nella battaglia di Castiglione; gli austriaci si ritirano nel Tirolo.
- 11 agosto: il generale Jourdan entra a Norimberga.
- 16 agosto: trattato di pace fra il Direttorio e il duca del Württemberg, che cede alla Francia i suoi territori sulla riva sinistra del Reno.
- 18 agosto: Trattato di Sant'Ildefonso: alleanza tra Francia e Spagna in funzione anti-inglese.
- 4 settembre: i generali francesi Vaubois e Masséna sconfiggono gli austriaci di Davidovich (lasciato da Wurmser a coprire Trento) nella battaglia di Rovereto.
- 8 settembre: Napoleone sconfigge gli austriaci di Wurmser nella battaglia di Bassano.
- 19 settembre: Carlo, arciduca d'Austria, sconfigge nella battaglia di Altenkirchen il generale francese Jourdan, costringendolo a riattraversare il Reno.
- 5 ottobre: la Spagna dichiara guerra alla Gran Bretagna.
- 10 ottobre: gli inglesi lasciano la Corsica. Anche Pasquale Paoli va in esilio a Londra ove morirà nel 1807 all'età di 82 anni.
- 16 ottobre: proclamazione della Repubblica Cispadana (Bologna, Ferrara, Modena e Reggio nell'Emilia): durerà un anno; muore Vittorio Amedeo III di Savoia e gli succede il figlio Carlo Emanuele.
- 7 novembre: muore la zarina Caterina II di Russia, le succede Paolo I.
- 17 novembre: Napoleone batte gli austriaci nella battaglia del Ponte di Arcole; la flotta francese salpa da Brest per invadere l'Irlanda, ma sei giorni dopo verrà dispersa dalle tempeste.
- 30 dicembre: James Monroe giunge a Parigi come ambasciatore degli Stati Uniti d'America.

1797
- 14 gennaio: Napoleone batte gli austriaci di Joseph Alvinczy von Berberek nella battaglia di Rivoli.
- 2 febbraio: capitola Mantova con le ultime truppe austriache in Italia.
- 9 febbraio: le truppe di Napoleone occupano Ancona per costringere il papa Pio VI alla trattativa.
- 14 febbraio: la flotta inglese dell'ammiraglio John Jervis sconfigge quella spagnola nella battaglia di Capo San Vincenzo.
- 19 febbraio: Trattato di Tolentino: Pio VI accetta la cessione di Avignone e del Contado Venassino alla Francia e di Bologna, Ferrara e della Romagna (Legazioni) alla Repubblica Cispadana.
- 9 marzo: inizia l'offensiva francese contro l'esercito dell'arciduca Carlo in Germania.
- 21 marzo: Napoleone conquista Gradisca e Tarvisio, e il giorno successivo Bolzano; il generale Bernadotte entra in Trieste ed il generale Joubert in Bressanone il 23.
- 27 marzo: il generale Masséna occupa Villaco ed il giorno dopo Klagenfurt.
- 7 aprile: ha inizio la campagna della Sambre e Meuse: il generale Jean Étienne Championnet batte gli austriaci nella battaglia di Altenkirchen.
- 17 aprile: accordi preliminari di pace con l'Austria a Leoben: l'imperatore rinuncia al Belgio, la questione dei territori alla sinistra del Reno è demandata ad apposito Congresso. Clausole segrete attribuiscono i territori della Repubblica di Venezia fino all'Oglio più la Dalmazia e l'Istria all'Austria, le isole ionie alla Francia.
- 29 maggio: Napoleone dà l'ultimatum al Doge di Venezia.
- 10 giugno: gli austriaci occupano la ex Dalmazia veneta.
- 14 giugno: inizio della Repubblica Ligure con capitale Genova.
- 28 giugno: truppe francesi sbarcano a Corfù; successivamente occuperanno anche Zante e le altre isole del Mar Ionio.
- 29 giugno: nasce la Repubblica Cisalpina (ex Ducato di Milano, Bergamasco, Cremonese, Modenese).
- 3 luglio: Talleyrand propone al Direttorio una spedizione militare in Egitto.
- 9 luglio: la Repubblica Cisalpina incorpora quella Cispadana.
- 16 agosto: Napoleone scrive al Direttorio una lettera ove propugna un intervento militare in Egitto per "distruggere veramente l'Inghilterra".
- 4 settembre (18 fruttidoro): colpo di Stato effettuato per conto dei membri repubblicani del Direttorio dal generale Pierre François Charles Augereau (inviato da Napoleone), ed arresto dei realisti fra i quali il generale Jean-Charles Pichegru, che verrà deportato in Guyana da dove evaderà l'anno dopo.
- 10 ottobre: la Valtellina viene sottratta al Cantone dei Grigioni ed annessa alla Repubblica Cisalpina.
- 11 ottobre: l'ammiraglio inglese Adam Duncan sorprende e sconfigge la flotta olandese, che trasportava 15.000 soldati franco-olandesi destinati all'invasione dell'Irlanda, nella battaglia di Camperdown.
- 17 ottobre: trattato di Campoformio: confermati sostanzialmente gli accordi di Loeben, inoltre Venezia (con i suoi territori fino all'Adige) va all'Austria, i territori a sinistra del Reno fino a Colonia alla Francia, la Lombardia va alla Repubblica Cisalpina; programmato il congresso di Rastatt per definire l'assetto dell'Impero (sarà aperto il 28 novembre e durerà fino all'aprile del 1799 senza giungere ad alcun accordo).
- 16 novembre: muore Federico Guglielmo II di Prussia, gli succede Federico Guglielmo III.
- 5 dicembre: Napoleone rientra in Parigi; il 9 il generale Berthier lo sostituisce a capo dell'Armata d'Italia.
- 28 dicembre: moti antifrancesi a Roma: assassinato il generale Dupont, ambasciatore francese, che incitava la folla alla ribellione contro il Papa; le scuse del Papa vengono respinte dal Direttorio.

1798
- 15 gennaio: rivolta del cantone di Vaud contro il Governo di Berna; il 24 gennaio viene proclamata a Losanna l'indipendenza del Vaud da Berna.
- 18 gennaio: gli austriaci occupano Venezia; decreto del Direttorio che dispone il sequestro di tutte le navi di paesi neutrali che trasportino merci inglesi.
- 28 gennaio: trattato di Mulhouse: la città è francese.
- 5 febbraio: il generale Louis Alexandre Berthier, inviato dal Direttorio, occupata Roma il giorno 11, dichiara decaduto il potere temporale del Papa (Pio VI) e proclama la Repubblica Romana; 500 casse di oggetti d'arte e trenta milioni vengono inviati a Parigi: serviranno, con il tesoro di Berna, a finanziare la campagna d'Egitto.
- 20 febbraio: Papa Pio VI viene esiliato a Siena: si trasferirà sei mesi dopo a Firenze.
- 6 marzo: le truppe francesi del generale Guillaume Marie-Anne Brune occupano Berna; il tesoro della città è saccheggiato dalle truppe francesi e dal commissario Rapinat, inviato dal Direttorio.
- 9 marzo: la Dieta germanica ratifica a Rastatt l'annessione della riva sinistra del Reno da parte della Francia.
- 21 aprile: viene proclamata ad Aarau la Repubblica Elvetica, una ed indivisibile. Il 26 aprile, con il trattato di Ginevra, la Repubblica elvetica è assoggettata alla Francia.
- 2 maggio: il generale Schauenberg sconfigge a Morgarten gli svizzeri contrari all'ingresso del loro Paese nell'orbita della Francia.
- 17 maggio: le truppe francesi occupano Sion ed il Canton Vallese.
- 19 maggio: Napoleone si imbarca sulla nave da guerra Orient e parte per l'Egitto con la sua armata (35.000 uomini su 200 navi comandate dall'ammiraglio Brueys) da Tolone.
- 23 maggio: scoppia la rivoluzione irlandese: verrà repressa dagli inglesi il 14 luglio.
- 9 giugno: Napoleone occupa e depreda Malta dalla quale ripartirà il 19; termina, dopo oltre due secoli e mezzo, la sovranità dei Cavalieri Ospitalieri sull'isola.
- 1º luglio: Napoleone sbarca in Egitto ed il giorno dopo prende Alessandria.
- 3 luglio: truppe francesi occupano Torino.
- 21 luglio: dopo alcune azioni preliminari a Ramayeh (10 luglio) ed a Chebreis (13 luglio), Napoleone sconfigge i Mamelucchi nella battaglia delle piramidi ed il 24 entra a Il Cairo.
- 1º agosto: l'ammiraglio inglese Horatio Nelson distrugge la flotta francese nella battaglia del Nilo; muore in combattimento anche l'ammiraglio Brueys.
- 18 agosto: insurrezione dei Cantoni di Svitto, Uri e Untervaldo contro l'occupazione francese; verranno sconfitti il 20 agosto.
- 19 agosto: Ginevra viene annessa alla Francia e diviene capitale del Dipartimento del Lemano.
- 22 agosto: Napoleone fonda l'Istituto d'Egitto: sbarco di un Corpo di spedizione francese in Irlanda (a Pillala, nel nord-ovest).
- 27 agosto: il generale francese Jean Joseph Amable Humbert sconfigge gli inglesi nella battaglia di Castelbar e proclama la Repubblica di Connacht.
- 2 settembre: rivolta dei maltesi contro gli occupanti francesi che si asserragliano a La Valletta, ove subiranno un lungo assedio (due anni) prima di capitolare.
- 5 settembre: Viene promulgata la legge Jourdan-Delbrel, che stabilisce il principio della coscrizione obbligatoria per tutti i giovani dai 20 ai 25 anni di età, per una durata di 5 anni in tempo di pace e illimitata in tempo di guerra.
- 8 settembre: le forze franco-irlandesi del generale Humbert sono sconfitte dagli inglesi nella battaglia di Ballinamuck; il 23 settembre seguente le restanti forze francesi in Irlanda capitolano.
- 9 settembre: l'Impero ottomano dichiara guerra alla Francia.
- 7 ottobre: il generale Louis Charles Antoine Desaix sconfigge i Mamelucchi a Sediman.
- 11 ottobre: disastrosa sconfitta del secondo corpo di spedizione francese inviato in Irlanda nella battaglia di Tory Island, ad opera della flotta inglese.
- 25 ottobre: la flotta russo-turca caccia i francesi da Zante, e due giorni dopo da Cefalonia; il 5 novembre inizierà il blocco a Corfù.
- 16 novembre: accordo austro-inglese per il ritorno della Francia ai confini del 1789; i russi terminano l'occupazione delle isole ionie che terranno per nove anni (fino alla pace di Tilsit). Si forma la seconda coalizione antifrancese, che riunisce Gran Bretagna, Austria, Russia, Regno di Napoli ed Impero ottomano.
- 27 novembre: l'armata di Ferdinando IV, Re di Napoli, entra in Roma cacciandone i francesi; il giorno dopo tremila soldati inglesi sbarcano a Livorno.
- 29 novembre: trattato di alleanza fra Russia e Regno di Napoli, firmato a San Pietroburgo.
- 5 dicembre: disfatta delle truppe napoletane nella battaglia di Civita Castellana ad opera del generale Jean Étienne Championnet.
- 6 dicembre: le truppe francesi occupano il Piemonte.
- 8 dicembre: Carlo Emanuele IV di Savoia, sotto la pressione delle truppe di occupazione, rinuncia al Piemonte ma mantiene la Sardegna. Il Piemonte si costituisce in Repubblica Piemontese.
- 14 dicembre: le truppe francesi, agli ordini di Championnet, riprendono Roma, lasciata precipitosamente da Ferdinando IV, e ripristinano la Repubblica Romana.
- 21 dicembre: Ferdinando IV fugge da Napoli rifugiandosi sulle navi della flotta inglese comandata dall'ammiraglio Horatio Nelson; il 26 dicembre si installerà a Palermo.

1799
- 10 gennaio: insurrezione a Napoli dei sostenitori della Rivoluzione francese.
- 23 gennaio: il generale Championnet entra in Napoli; il 26 verrà proclamata la Repubblica Napoletana.
- 1º febbraio: il generale Desaix sconfigge gli ultimi Mamelucchi ad Assuan, completando l'occupazione francese dell'Egitto. Il Parlamento piemontese vota a favore dell'unione del Piemonte con la Francia.
- 13 febbraio: il generale Championnet è esonerato dal comando, sostituito da Macdonald, e richiamato a Parigi ove verrà arrestato il 24 febbraio.
- 6 febbraio: Napoleone invade la Palestina partendo dalle sue basi in Egitto, al fine di anticipare le armate ottomane dirette verso il paese.
- 19 febbraio: le truppe francesi prendono la città di al-Arish, duramente difesa dagli ottomani.
- 25 febbraio: Napoleone entra a Gaza (Palestina).
- 3 marzo: capitolazione delle truppe francesi a Corfù ad opera della flotta anglo-turca, dopo tre mesi di assedio.
- 7 marzo: Napoleone conquista Giaffa e fa massacrare gli ottomani presi prigionieri. Scoppia un'epidemia di peste tra le forze francesi in Egitto.
- 12 marzo: il Direttorio dichiara guerra all'Austria.
- 17 marzo: a seguito dell'occupazione della Toscana da parte delle truppe francesi, il Granduca di Toscana Ferdinando III viene cacciato da Firenze.
- 19 marzo: inizia l'assedio di Acri da parte delle forze di Napoleone.
- 27 marzo: le truppe austriache entrano in Verona.
- 28 marzo: il papa Pio VI, prigioniero dei francesi, viene trasferito prima a Grenoble e poi a Valence.
- 4 aprile: le truppe austriache del generale Michael von Melas e quelle russe del generale Aleksandr Vasil'evič Suvorov si ricongiungono sul Mincio.
- 15 aprile: le truppe francesi di MacDonald lasciano Napoli.
- 23 aprile: chiusura del Congresso di Rastatt.
- 27 aprile: le truppe di Suvorov sconfiggono i francesi nella battaglia di Cassano; il giorno seguente entrano in Milano, provocando il crollo della Repubblica Cisalpina.
- 17 maggio: dopo quattro tentativi falliti di conquistare Acri, Napoleone toglie l'assedio e si ritira in Egitto.
- 26 maggio: le truppe austro-russe del generale Suvorov, riconquistando tutto il nord Italia, entrano a Torino e ricostituiscono il Regno di Sardegna, rappresentato provvisoriamente dallo stesso Suvorov.
- 19 giugno: sconfitta dei francesi del generale MacDonald nella battaglia della Trebbia ad opera di Suvorov. Il cardinale Fabrizio Ruffo, entrato in Napoli alla testa dei suoi irregolari (i cosiddetti "sanfedisti"), firma un accordo con Francia, Russia ed Impero ottomano per un mite trattamento dei repubblicani sconfitti; di lì a poco però Ruffo verrà esautorato dal comando e l'accordo disatteso, dando luogo ad una feroce repressione. Il 10 luglio, con il rientro di Ferdinando IV, finisce così la Repubblica napoletana.
- 14 luglio: gli ottomani, trasportati dalla flotta inglese, sbarcano ad Abukir, in Egitto
- 25 luglio: Napoleone batte gli ottomani nella battaglia terrestre di Abukir, cacciandoli dall'Egitto
- 15 agosto: Suvorov e Melas sconfiggono i francesi nella battaglia di Novi: muore in battaglia il generale Joubert, sostituito da Jean Victor Marie Moreau.
- 23 agosto: Napoleone parte in incognito per la Francia, lasciando il comando delle forze francesi in Egitto al generale Jean-Baptiste Kléber.
- 27 agosto: sbarco di truppe anglo-russe a Den Helder (Paesi Bassi); inizia l'invasione anglo-russa dell'Olanda.
- 29 agosto: Pio VI muore esule a Valence.
- 31 agosto: la flotta inglese cattura quella olandese a Texel (isole Frisone).
- 19 settembre: il generale Guillaume Marie-Anne Brune interrompe lo sbarco delle forze anglo-russe a Bergen (Paesi Bassi), e le sconfiggerà nuovamente il 6 ottobre seguente nella battaglia di Castricum.
- 25 settembre: il generale Andrea Massena sconfigge nella seconda battaglia di Zurigo le forze austro-russe del generale Suvorov.
- 29 settembre: il generale Suvorov si ritira dall'Italia installandosi a Feldkirch; i francesi cedono Civitavecchia agli inglesi e Roma alle truppe napoletane: è la fine della prima Repubblica Romana.
- 2 ottobre: le truppe anglo-russe sbarcate a Den Helder in agosto sono sconfitte dal generale Brune nella battaglia di Alkmaar; il 18 ottobre seguente gli anglo-russi firmano la convenzione di Alkmaar e si ritirano dall'Olanda. A causa di queste sconfitte e dei contrasti con gli alleati inglesi, la Russia si ritira dalla coalizione.
- 9 ottobre: Napoleone sbarca nella baia di Saint-Raphaël (Fréjus); giungerà a Parigi una settimana dopo.
- 9 novembre: 18 brumaio: con un colpo di Stato militare, Napoleone scioglie il Direttorio ed il corpo legislativo; viene istituito il regime politico del Consolato: Napoleone è nominato console insieme a Emmanuel Joseph Sieyès e Roger Ducos.

## Età napoleonica (primi anni)
1800
- 9 gennaio: Muore ad Antibes per un'epidemia che ha colpito le truppe francesi il generale Championnet.
- 28 gennaio: in Egitto, Klébler firma un trattato con gli ottomani e si impegna a lasciare il paese; il trattato viene però respinto dagli inglesi.
- 14 marzo: viene eletto papa dal Conclave riunito in Venezia il cardinale Barnaba Chiaramonti che prende il nome di Pio VII.
- 20 marzo: Klébler sconfigge nella battaglia di Eliopoli un'armata ottomana diretta verso Il Cairo; nella città scoppia una violenta rivolta antifrancese, domata solo il 22 aprile seguente.
- 11 aprile: Massena è sconfitto dagli austriaci nella battaglia di Cogoleto; si rifugia a Genova, dove viene assediato.
- 14 maggio: un'armata francese sotto lo stesso Napoleone entra in Italia valicando il Colle del Gran San Bernardo.
- 16 maggio: Aosta cade in mano francese: resiste il forte di Bard che viene aggirato.
- 2 giugno: i francesi rioccupano Milano senza combattere.
- 4 giugno: Genova è conquistata dagli austriaci di Michael von Melas.
- 9 giugno: il generale francese Jean Lannes batte gli austriaci nella battaglia di Montebello.
- 14 giugno: Napoleone batte l'armata austriaca di Melas nella battaglia di Marengo, durante la quale muore il generale Desaix.
- 2 luglio: con l'Atto di Unione, il Regno di Gran Bretagna diventa Regno Unito di Gran Bretagna e Irlanda.
- 14 luglio: il generale Kléber, comandante dell'Armata d'Egitto, viene assassinato da un sicario a Il Cairo: gli succede nel comando il generale Jacques François Menou.
- 5 settembre: capitolazione dei francesi asserragliati a La Valletta ad opera di truppe inglesi e volontari maltesi: Malta entra nell'orbita inglese.
- 30 settembre: trattato commerciale fra Stati Uniti d'America e Francia che pone fine a controversie che stavano conducendo ad una guerra.
- 1 ottobre: Trattato di San Ildefonso tra Francia e Spagna: la Louisiana passa dalla Spagna alla Francia (verrà "venduta" agli Stati Uniti nel 1803 per 80 milioni di franchi).
- 3 dicembre: Moreau sconfigge gli austriaci dell'Arciduca Giovanni d'Asburgo-Lorena nella battaglia di Hohenlinden.

1801
- 29 gennaio: su ispirazione del primo ministro Manuel Godoy, Francia e Spagna stipulano un'alleanza contro il Portogallo, alleato dei britannici.
- 9 febbraio: Austria e Francia firmano il trattato di Lunéville, che riconferma in gran parte le clausole del precedente trattato di Campoformio; viene ripristinata la Repubblica Cisalpina, mentre Piemonte e Liguria sono annessi alla Francia.
- 8 marzo: truppe britanniche sotto il generale Ralph Abercromby sbarcano in Egitto ed avanzano verso Alessandria.
- 21 marzo: Trattato di Aranjuez tra Francia e Spagna: il Ducato di Parma e Piacenza passa alla Francia e il Granducato di Toscana diviene Regno di Etruria e passa al figlio del duca di Parma e Piacenza, Ludovico I di Borbone. In Egitto, Abercromby sconfigge le forze francesi di Menou nella battaglia di Alessandria, dove però rimane ucciso.
- 24 marzo: lo zar Paolo I viene assassinato in una congiura di palazzo; gli succede il figlio Alessandro I di Russia.
- 20 maggio: dopo un ultimatum al Portogallo, cui viene imposta la chiusura dei porti alle navi inglesi, truppe spagnole appoggiate dai francesi entrano nel paese; ha inizio il breve conflitto detto poi "guerra delle arance".
- 6 giugno: trattato di Badajoz fra Spagna e Portogallo per porre fine alla "guerra delle arance": il Portogallo, sconfitto da francesi e spagnoli, si impegna a chiudere i propri porti alle navi inglesi, a cedere alla Spagna la città di Olivenza ed a pagare forti indennizzi di guerra alla Francia.
- 27 giugno: la guarnigione francese de Il Cairo si arrende a britannici ed ottomani.
- 30 agosto: resa della guarnigione francese di Alessandria e fine della Campagna d'Egitto; quel che rimane dell'armata francese rientra in patria trasportata da vascelli della marina britannica.

1802
- 26 gennaio: la Repubblica Cisalpina è trasformata in Repubblica Italiana, presieduta da Napoleone stesso (vice presidente Francesco Melzi d'Eril).
- 25 marzo: trattato di Amiens tra Francia e Regno Unito: la prima si ritira dallo Stato Pontificio e dal Regno di Napoli, il secondo restituisce le colonie francesi ed olandesi occupate (tranne Ceylon, che gli viene assegnata) e si impegna a restituire Malta ai Cavalieri Ospitalieri. Terminano le guerre rivoluzionarie francesi.